# 芦庙站
芦庙站位于中国安徽省亳州市谯城区芦庙镇，是京港高速铁路商合段的一座车站，站房中心里程为DK49+025，2019年12月1日启用，现由中国铁路上海局集团阜阳北直属站管辖。本站位于皖豫省界，是京港高速线进入安徽省后的第一站，也是上海局集团与郑州局集团的局界站。

## 车站结构
芦庙站设有一座面积3000平方米的线侧下式站房，最高聚集人数300人。车站规模为2台4线，站场下方设有8米宽旅客地道。
| 站房 | 候车室   | 候车厅、检票口、地道                  |
| 站台 | 侧式站台 | 侧式站台                              |
| 站台 | 1站台    | 商杭客运专线 往杭州东方向（亳州南站） |
| 站台 | 正线     | 商杭客运专线下行列车通过线            |
| 站台 | 正线     | 商杭客运专线上行列车通过线            |
| 站台 | 2站台    | 商杭客运专线 往商丘方向（商丘东站）   |
| 站台 | 侧式站台 |                                       |